# Orsa Rovdjurspark
Orsa Rovdjurspark hette förut Orsa Björnpark och var en djurpark som tillsammans med bland annat Orsa Grönklitt är en del av Grönklittsgruppen AB. Med sina 325 000 kvm var rovdjursparken störst av sitt slag i Europa fram tills den stängde i november 2022. Parken hade en inriktning med stora rovdjur från norra halvklotet och flera av dem är utrotningshotade. I djurparken fanns hägn för brunbjörn, kodiakbjörn, berguv, varg, lodjur, järv, isbjörn, sibirisk tiger, persisk leopard och snöleopard.
Polar World, världens största isbjörnsanläggning, invigdes i maj 2009 och där fanns bland annat Sveriges enda isbjörnar. 
I juni 2010 invigdes ett leopardhägn för fyra persiska leoparder. Runt hägnet finns också vilda, ej inhägnade djur, och till och med björniden, i den vidsträckta Orsa Finnmark. 
En björnattack skedde den 4 augusti 2017 på en djurskötare i parken, vilket ledde till att djurskötaren skadades mycket svårt och avled samma dag.
Den 11 januari 2022 meddelade Grönklittgruppen att man kommer att lägga ner parken efter denna säsong.